# فريمونت (ميزوري)
فريمونت (بالإنجليزية: Fremont)‏ هي إحدى المجتمعات الفردية (غير مصنفة) في ولاية ميزوري في الولايات المتحدة الأمريكية.